# سورن هانسون
سورن هانسون (بالدنماركية: Søren Hansson)‏ هو مجدف دنماركي، ولد في القرن العشرين.

## وصلات خارجية
- سورن هانسون على موقع الاتحاد الدولي للتجديف (الإنجليزية)